# Henryk Myszka
Henryk Tadeusz Myszka – polski chemik, dr hab. nauk ścisłych i przyrodniczych, profesor uczelni w Katedrze Chemii Ogólnej i Nieorganicznej Wydziału Chemii Uniwersytetu Gdańskiego.

## Życiorys
W 1982 ukończył studia chemiczne na Uniwersytecie Gdańskim. W 1987 obronił pracę doktorską pt. Budowa i właściwości produktów reakcji chlorków O-acetylo-2-deoksy-2-nitrozo-D-glikopiranozyli z pirazolem i pochodnymi hydroksyamin, a w 2019 habilitował się na podstawie pracy zatytułowanej Synteza, ustalenie budowy i badania właściwości biologicznych glikozaminozydów diosgenylu. Jest profesorem uczelni w Katedrze Chemii Ogólnej i Nieorganicznej Wydziału Chemii Uniwersytetu Gdańskiego.